# Semier Insayif

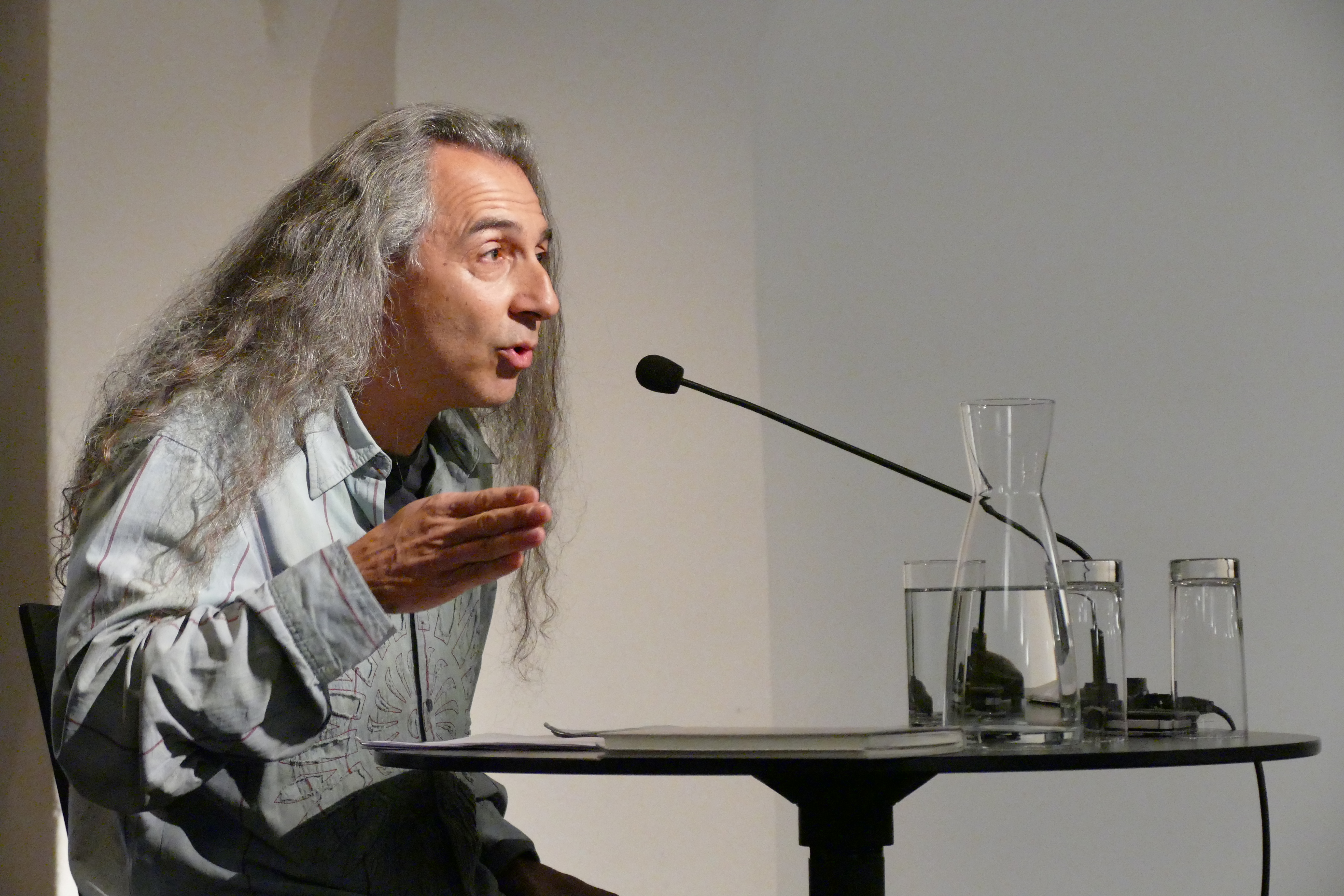
Semier Insayif bei einer Lesung im Theater am Saumarkt in Feldkirch 2022

Semier Insayif (* 12. September 1965 in Wien) ist ein österreichischer Schriftsteller.

## Leben und Werk
Semier Insayif, Sohn einer österreichischen Mutter und eines irakischen Vaters, ist als freier Schriftsteller, Kunst- und Kulturmanager, Fitnessberater sowie Kommunikations- und Verhaltenstrainer tätig. Zudem leitet er Schreibwerkstätten in Schulen und in der Erwachsenenbildung.
Insayif verfasst Lyrik und Prosa, die er in Einzeltiteln sowie Literaturzeitschriften, Kunstkatalogen und Anthologien veröffentlichte.
Seit 1998 ist er Mitorganisator der literarischen Reihe LITERATniktechTUR sowie des Siemens-Literaturpreises.
2000 erhielt Insayif den Wiener Werkstattpreis.
Seit 2022 kuratiert und moderiert er die Veranstaltungsreihe DICHT-FEST im Kunstverein Alte Schmiede.
Semier Insayif, der Mitglied der Grazer Autorinnen Autorenversammlung ist, lebt in Wien.

## Einzeltitel
- 69 konkrete annäherungsversuche. Konkrete Texte und CD. Edition Doppelpunkt, Wien 1998, ISBN 3-85273-053-8.
- Über Gänge verkörpert oder vom Verlegen der Bewegung in die Form der Körper. Gedichte. Haymon Verlag, Innsbruck 2001, ISBN 3-85218-353-7.
- libellen tänze · blau pfeil platt bauch vier fleck. Gedichte. Mit CD. Haymon Verlag, Innsbruck 2004, ISBN 978-3-85218-454-8.
- Faruq. Roman. Haymon Verlag, Innsbruck 2009, ISBN 978-3-85218-587-3.
- boden los. Gedichte. Haymon Verlag, Innsbruck 2012, ISBN 978-3-85218-733-4.[2]
- über zeugungen. Gedichte. Verlag Berger, Horn 2017, ISBN 978-3-85028-767-8.
- herzkranzverflechtung. Gedichte. hochroth Verlag, Wien 2018, ISBN 978-3-90318-213-4.
- Mondasche, Klever Verlag, Wien 2019, ISBN 978-3-903110-49-6.
- ungestillte blicke. gedichte, Klever Verlag, Wien 2022, ISBN 978-3-903110-85-4.

## Anthologien und Literaturzeitschriften (Auswahl)
- Theo Breuer und Traian Pop (Hrsg.): Matrix 28. Atmendes Alphabet für Friederike Mayröcker. Pop Verlag, Ludwigsburg 2012.
- Fritz Niemann (Hrsg.): Wienzeilen. Die interkulturelle Anthologie. Verlag Bibliothek der Provinz, Weitra 2009.

## Auszeichnungen und Stipendien
2005 Aufenthaltsstipendium in Seekirchen am Wallersee
2008 Jubiläumsfondstipendium der Literar-Mechana
2009/2010 Staatsstipendium für Literatur des BMUKK
2011 Finalist beim Literaturwettbewerb Wartholz
2012 Aufenthaltsstipendium Casa Litterarum der Österreichischen Gesellschaft für Literatur
2014/2015 Projektstipendium für Literatur des BMUKK